# Thorbjørn Berntsen
Thorbjørn Berntsen (født 13. april 1935 i Skillebekk, Øvre Grorud i Oslo) er en tidligere norsk politiker og minister for Arbeiderpartiet (Ap). Han arbejdede som skibsrørlægger på Nylands Verksted og som oplysningssekretær i fagbevægelsen.
Berntsen var Miljøminister 1990–1997, og blev i sin tid kendt som modstander af det britiske anlæg Sellafield. Det vagte international opsigt da han kaldte sin britiske kollega John Gummer en "drittsekk" i forbindelse med et skænderi om syreregn og Sellafield-anlægget. Berntsen kom med karakteristikken på norsk, men udtalelsen ble af engelske aviser oversat som "John Gummer is the biggest shitbag I have ever met".
Han var stortingsrepræsentant fra 1977 til 1997, men mødte allerede som supleant i 1971. Han blev næstformand i Ap i 1989. 
Før politikken arbejdede Berntsen som skibsrørlægger i Nylands verksted i 1951-1966, og er en af få centrale Ap-politikere i nyere tid som har en baggrund som industriarbejder.
Berntsen har også været hovedmanden bag den arbejdsmiljølov Norge har i dag. På baggrund af dette har han i Norge fået titlen "arbejdsmiljølovens far".

## Ekstern henvisning
- Stortinget.no – Biografi